# Чорнуська сотня
Чорнуська (Чорнухинська, Чорнусівська) сотня — адміністративно-територіальна та військова одиниця за Гетьманщини. Сотений центр містечко Чорнухи.

## Історія
Виникла 1648 року у складі Лубенського полку як військовий підрозділ. За Зборівською угодою 16 жовтня 1649 р. сотня у складі двох сотених підрозділів (236 козаків), як адміністративна одиниця включена до Кропивнянського полку, центром обох сотень було містечко Чорнухи.
Через татарські навали, населення Чорнуських сотень зменшилось, тому вони були об'єднані в одну.
У жовтні 1658 року рішенням гетьмана Івана Виговського відновлено Лубенський полк, у який повернулась і Чорнуська сотня.
У 1666 році до Чорнуської сотні приєдналися такі села: Пізники, Сухоносівка, Харсенки (Харсики), Бондерева (Бондарі), Кизлівка, Гунці (Гонці) та Нехристовка. У 1740 році додались села Луговики, Гільці, Білоусівка, Мокіївка, Скибинці та Нетратівка. У такому складі сотня проіснувала до 1782 року, коли стала частиною Лохвицького повіту.
У складі свого полку сотня перебувала до скасування полково-сотенного устрою на Лівобережній Україні. Територія увійшла до новостворених повітів Чернігівського намісництва, а частина виборних козаків сотні переведена у Лубенський карабінерний полк.

## Сотенна старшина

### Сотники
- Довгаль Матвій (? — 1649 — ?)
- Кохан Іван (2-ї; ? — 1649 — ?)
- Замниборщ Лаврін Гнатович (? — 1672—1673 — ?)
- Шевейченко Лука Іванович (? — 1680—1681 — ?)
- Замниборщ Лаврін Гнатович (? — 1688—1697 — ?)
- Христич Яків (? — 1705 — ?)
- Христич Лаврін Якович (1710—1719)
- Товстоноженко Пасько (1716)
- Максимович Семен Михайлович (1719—1731)
- Дрозд Яків (1725, нак.)
- Шостак Опанас (1728, нак.)
- Троцький Петро Максимович (1731—1744)
- Христич Клим Лаврінович (1744—1757 — ?)
- Христич Яким Климович (? — 1762—1772)
- Шостак Григорій (1772—1783)

### Отамани
- Семененко Юсько (? — 1673 — ?)
- Грушка Андрій (? — 1691 — ?)
- Усенко Петро (? — 1693—1694 — ?)
- Звіряка Григорій (1725, нак.)
- Шостак Опанас Лукич (1729—1742)
- Полтавець Роман (1742—1752)
- Вишневський Іван, Христич Іван (1764—1775)
- Шостопал Іван Романович (1771—1780 — ?)

### Писарі
- Іванович Андрій (? — 1740 — ?)
- Вакуловський Гнат (1740, за писаря; ? — 1743—1747 — ?)
- Товстоног Федір (1760—1767)
- Вакулович Іван (? — 1768)
- Загреба Іван Лукич (1767—1769)
- Саміловський Іван (? — 1770 — ?)
- Зуб Степан (? — 1772 — ?)

### Осавули
- Шевейченко Остап Лукич, Жук Максим (? — 1740 — ?)
- Жук Мартин Дмитрович (? — 1747 — ?)
- Несходовський Данило (? — 1768)
- Загреба Іван Лукич (1769—1777 — ?)
- Андрущенко Мойсей (1780—1781)

### Хорунжі
- Зуб Мартин Іванович (? — 1734 — ?)
- Гора Василь (? — 1747 — ?)
- Шостопал Іван Романович (1770—1771)
- Зуб Степан Григорович (1771—1780 — ?)